# Na Pele
"Na Pele" é uma canção da cantora brasileira Pitty em parceria com Elza Soares. Em 2014, durante o processo de criação de SETEVIDAS, Pitty escreveu a letra de Na Pele, mas sentiu que ela não se encaixava no contexto do disco. Algum tempo depois, percebeu que a canção ficaria perfeita na voz de Elza Soares. Para a cantora, Elza simboliza a luta, a resiliência e a fortaleza da mulher negra; e sua vida e obra condiziam com a mensagem a ser passada. Após a proposta, Elza aceitou não apenas gravar a música, como também o fez em conjunto com a compositora.
A canção recebeu 6 indicações ao Pop Video Awards 2018. O videoclipe "Na Pele" foi o único vídeo brasileiro na categoria "Video do Ano" da premiação do qual tem artistas como Lady Gaga, St. Vincent e Lorde. Também uma indicação no Women's Music Event Awards na categoria Videoclipe  e votação popular do site Redbull sobre a melhor música nacional do ano.
"Na Pele" teve um desempenho ótimo nas paradas musicais, atingindo o topo do iTunes Bolívia e o topo do iTunes Top Rock Songs Brasil. No iTunes Top 100 Songs a canção atingiu a posição 32.

## Divulgação
Em 24 de julho de 2017, antes de lançar o vídeo, Pitty contou a novidade para os seus fãs nas redes sociais: "04 de agosto @ElzaSoares e eu em #NaPele".
Um dia antes, Elza publicou em seu Twitter: "Há tempos eu e @Pitty trocamos mensagens nas redes. É uma história de amor antiga, vocês acompanharam."
Em rede nacional a canção foi promovida com uma performance das cantoras no programa Altas Horas. O clipe entrou na programação do principais canais de música, MTV E Multishow.

## Videoclipe
O videoclipe foi lançado em 7 de Agosto de 2017 no canal oficial da gravadora Deckdisc, no YouTube e teve sua primeira divulgação exclusiva no site da Rolling Stone Brasil.
O videoclipe O clipe foi gravado no Polo de Cine e Vídeo, no Rio de Janeiro. no vídeo dirigido por Daniel Ferro, as duas cantoras celebram as marcas da vida em meio a imagens de arquivo de Elza, em cenas que mostram Garrincha, com quem a cantora foi casada e teve um filho, e da mãe dela, Rosária Maria da Conceição.

## Ficha técnica: videoclipe
- Ficha Técnica:
- Direção e Edição: Daniel Ferro
- Produção Executiva: Nathy Kiedis
- Diretor de Fotografia: Riccardo Melchiades
- Assistência de Direção: Pv Cappelli
- Diretora de Arte: Beatriz Moysés
- Finalização de cor: Daniel Ferro e Riccardo Melchiades
- Vídeo Mapper: Aninha Beraldo
- Efeitos Visuais: Pedro Magalhães
- Eletricistas: Jorge Pimentel, Igor Fabio, Damião Castro e Gleason Barbosa
- Assistente de Produção: Rômulo Junqueira
- Making of: Bruno Rocha, Lucas Menezes e GB Lincon
- Produção Elza Soares: Pedro Loureiro e Juliano Almeida
- Styling: Juliana Maia Léo Belicha e Kaká Toy
- Beauty: Omar Bergea e Wesley Pachu

## Charts
| Chart (2017)                   | Melhor posição |
| ------------------------------ | -------------- |
| Brasil - iTunes Top 100 Songs  | 32             |
| Brasil - iTunes Top Rock Songs | 1              |
| Bolívia - iTunes Top 100 Songs | 1              |

## Prêmios e indicações
| Ano  | Prêmio                     | Indicação    | Resultado |
| ---- | -------------------------- | ------------ | --------- |
| 2017 | Women's Music Event Awards | Clipe Do Ano | Venceu    |

## Lista de faixas (compacto)
A faixa foi lançada em compacto de vinil. O Lado B do vinil é versão demo da música.
| Lado A (LP) |           |                |         |  |
| N.º         | Título    | Compositor(es) | Duração |  |
| 1.          | "Na Pele" | Pitty          | 3:52    |  |

| Lado B (LP) |                          |                |         |  |
| N.º         | Título                   | Compositor(es) | Duração |  |
| 1.          | "Na Pele (Demo Version)" | Pitty          | 2:45    |  |

Ficha técnica:
“Na Pele” (Pitty) foi gravada nos estúdios El Rocha, em São Paulo, e Tambor, no Rio de Janeiro. 
Duda (bateria)
Guilherme Kastrup (percussão)
Marcelo Cabral (baixo e synth)
Martin Mendonça e Rodrigo Campos (guitarras). 
Capa: Eva Uviedo